# Божидар Милачић
Божидар (Захарија) Милачић (Бела Вода, ? — Лерин, 1916) био је српски официр. Носилац је Карађорђеве звезде са мачевима.

## Биографија
Рођен је у Белој Води. Као активни официр борио се заједно са својом браћом у Гвозденом пуку. За изванредну храброст и пожртвовање два пута је одликован медаљом за храброст а за велико јунаштво показано на Церу и Колубари одликован је орденом Белог орла 5.степена.
Немиран дух и стално жељан окршаја, тражио је да буде прекомандован у добровољачки одред војводе Вука који је стално употребљаван за најопасније задатке. У том одреду се прославио јунаштвом, које је опевао познати песник Милосав Јелић у Србијанском венцу. 
Погинуо је у августу 1916. године када је одред војводе Вука у пољу код Лерина био изненађен на маршу од надмоћне бугарске коњице. Да би спасио своје другове, Божидар је залегао за митраљез и штитећи одступницу храбро погинуо. Одликован је официрским орденом Карађорђеве звезде са мачевима 4.реда.